# Schefflera merrillii
Schefflera merrillii là một loài thực vật có hoa trong Họ Cuồng cuồng. Loài này được Elmer miêu tả khoa học đầu tiên năm 1914.